# Sîktîvkar

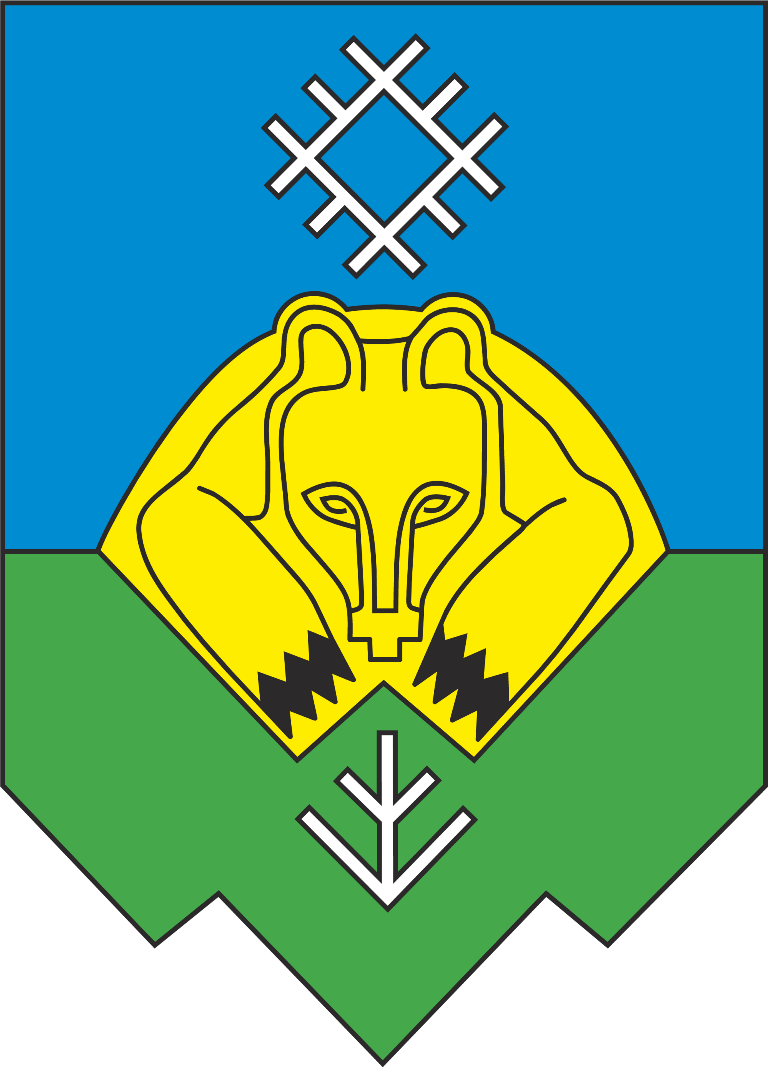
Stema oraşului Sîktîvkar

Sîktîvkar (ru. Сыктывкар) este un oraș din Republica Komi, Federația Rusă, cu o populație de 230.011 locuitori. Orașul Sîktîvkar este capitala Republicii Komi. 